# Diözese Oxford

Wappen

Die Diözese Oxford ist eine Diözese der Church of England in der Province of Canterbury. Ihr Sitz ist die Kathedrale von Oxford in der Stadt Oxford. Diözesanbischof ist seit 2016 Steven Croft.

## Gebiet
Das Gebiet der Diözese umfasst Oxfordshire, Buckinghamshire und Berkshire. Suffraganbischöfe haben ihren Sitz in Reading, Buckingham und Dorchester. Archidiakonate gibt es für Oxford, Buckingham, Berkshire und Dorchester.

## Geschichte
Das Bistum Oxford wurde am 1. September 1542 durch ein Dekret Heinrichs VIII. errichtet. Das Gebiet hatte bis dahin zur Diözese Lincoln gehört. Erster Bischof der Diözese war Robert King. 1836 kam das Archidiakonat Berkshire von der Diözese Salisbury zur Diözese Oxford, 1837 das Archidiakonat Buckingham von der Diözese Lincoln.